# 喬治·明登
喬治·C·明登（英語：George C. Minden，1921年2月19日—2006年4月9日），是一位羅馬尼亞出生的情報人員。其於冷戰時期，以國際文學中心主席身份，負責由中央情報局資助的針對東歐的秘密圖書發行計畫。   到他任期結束時，該計劃已協助向共產主義國家發送將近200多萬本書。 
明登負責精心挑選書目，旨在向東歐集團的讀者介紹挑戰極權主義意識形態的自由主義、哲學和文學作品。這些作品包括喬治·奧威爾的《1984》和《動物農莊》 、卡爾·波普爾的《開放社會及其敵人》 、阿瑟·庫斯勒的《正午的黑暗》和弗拉基米爾·納博科夫的《洛麗塔》 。   當時實行的分發方式多種多樣，包括直接郵寄書籍、使用外交郵袋以及依靠學生或旅行者將材料帶過國境。 而接收者們則範圍廣泛，既有知識分子和學者，也有圖書館和地下出版網絡，例如特蕾莎·博古茨卡在共產主義國家內運作的「飛行圖書館」。